# Hrčava
Hrčava (en polonais : Herczawa ; en allemand : Hertschawa) est une commune du district de Frýdek-Místek, dans la région de Moravie-Silésie, en République tchèque. Sa population s'élevait à 247 habitants en 2021.

## Géographie
Hrčava se trouve dans les Beskides de Moravie-Silésie, à la frontière avec la Pologne et la Slovaquie. Elle est située à 39 km au sud-est de Frýdek-Místek, à 54 km au sud-sud-est d'Ostrava et à 322 km à l'est-sud-est de Prague.
La commune est limitée par Bukovec à l'ouest et au nord, par la Pologne (commune de Jaworzynka) à l'est et par la Slovaquie (commune de Čierne) au sud.

## Histoire
La commune est créée le 6 octobre 1927 sur une partie de la commune de Bukovec.

## Galerie

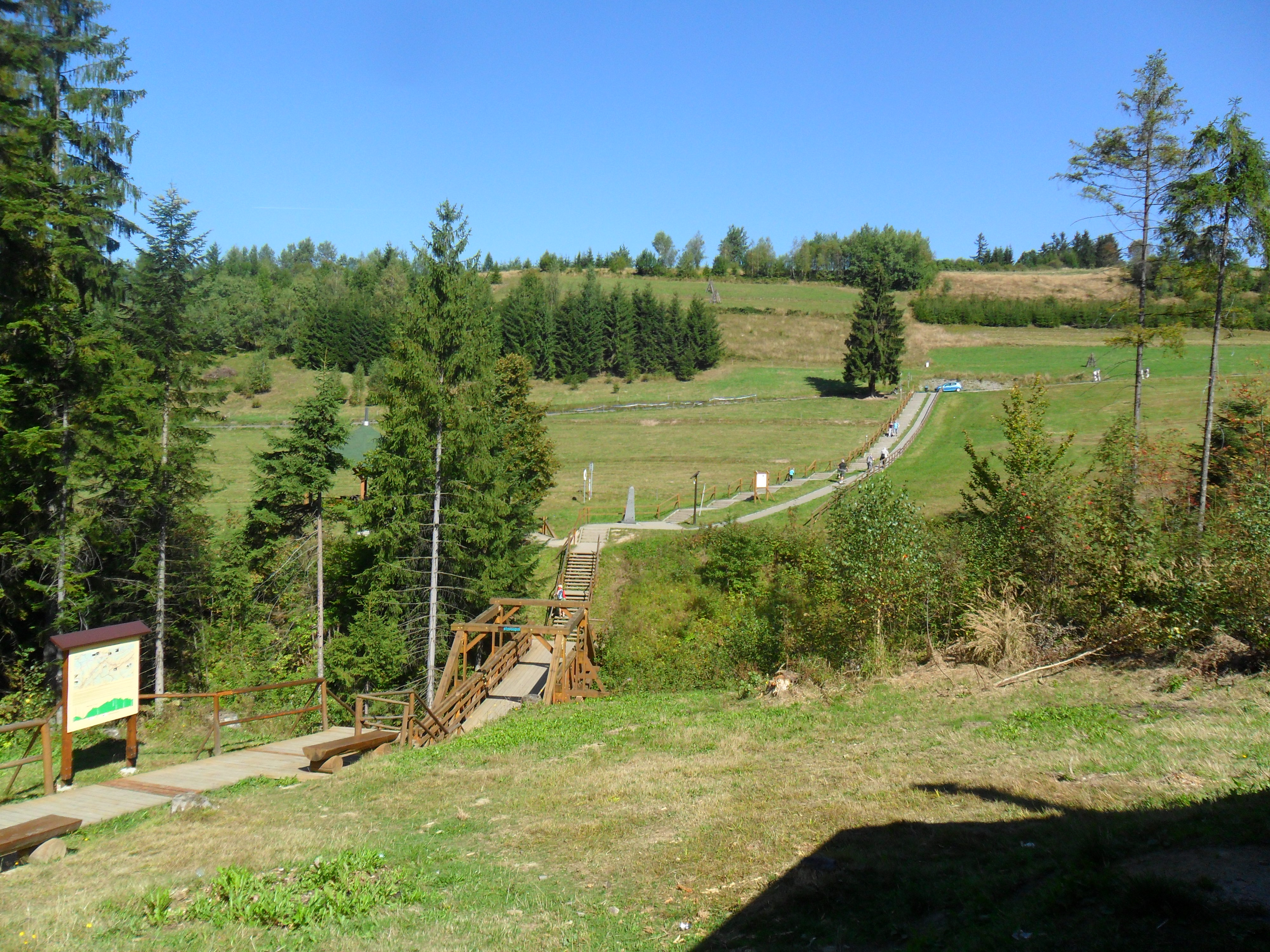
Tripoint entre la Pologne, la Slovaquie et la Tchéquie.
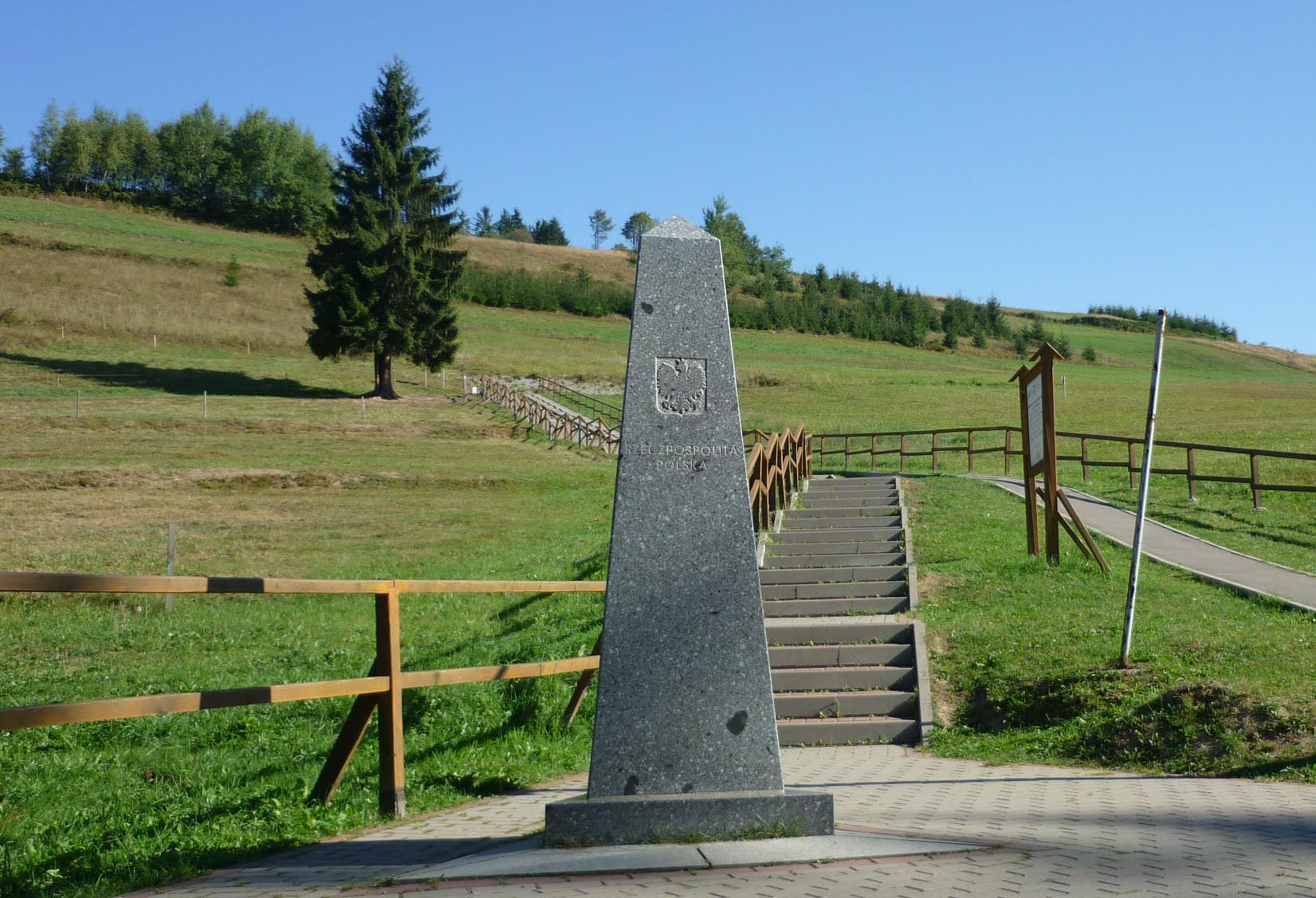
Borne en pierre marquant le tripoint.

## Transports
Par la route, Hrčava se trouve à 26 km de Třinec, à 50 km de Frýdek-Místek, à 70 km d'Ostrava et à 401 km de Prague.